# Arbeitsgemeinschaft Höhle und Karst Sauerland/Hemer
Die Arbeitsgemeinschaft Höhle und Karst Sauerland/Hemer ist ein Verein für Höhlenforschung und -schutz mit Sitz in Hemer (Amtsgericht Iserlohn VR 744). Er wurde 1975 gegründet und ist dem Verband der deutschen Höhlen- und Karstforscher und dem Landesverband für Höhlen- und Karstforschung NRW angeschlossen. Als Initiative betreibt er das Höhlen- und Karstkundliches Informationszentrum Hemer, über das auch die Heinrichshöhle betreut wird einschließlich Beleuchtung und Führungen. Das Zentrum ist ein Partner der Nordrhein-Westfalen-Stiftung. Zusammen mit dem Arbeitskreis Kluterthöhle wird die Zeitschrift Der Antiberg: Mitteilungen zur Karst- und Höhlenkunde in Nordrhein-Westfalen herausgegeben.